# Usicayos (distrito)
Usicayos é um distrito do Peru, departamento de Puno, localizada na província de Carabaya.

## Transporte
O distrito de Usicayos é servido pela seguinte rodovia:
- PU-105, que liga a cidade ao distrito de Potoni [1][2][3]